# Calydna
Calydna är ett släkte av fjärilar. Calydna ingår i familjen Riodinidae.

## Bildgalleri

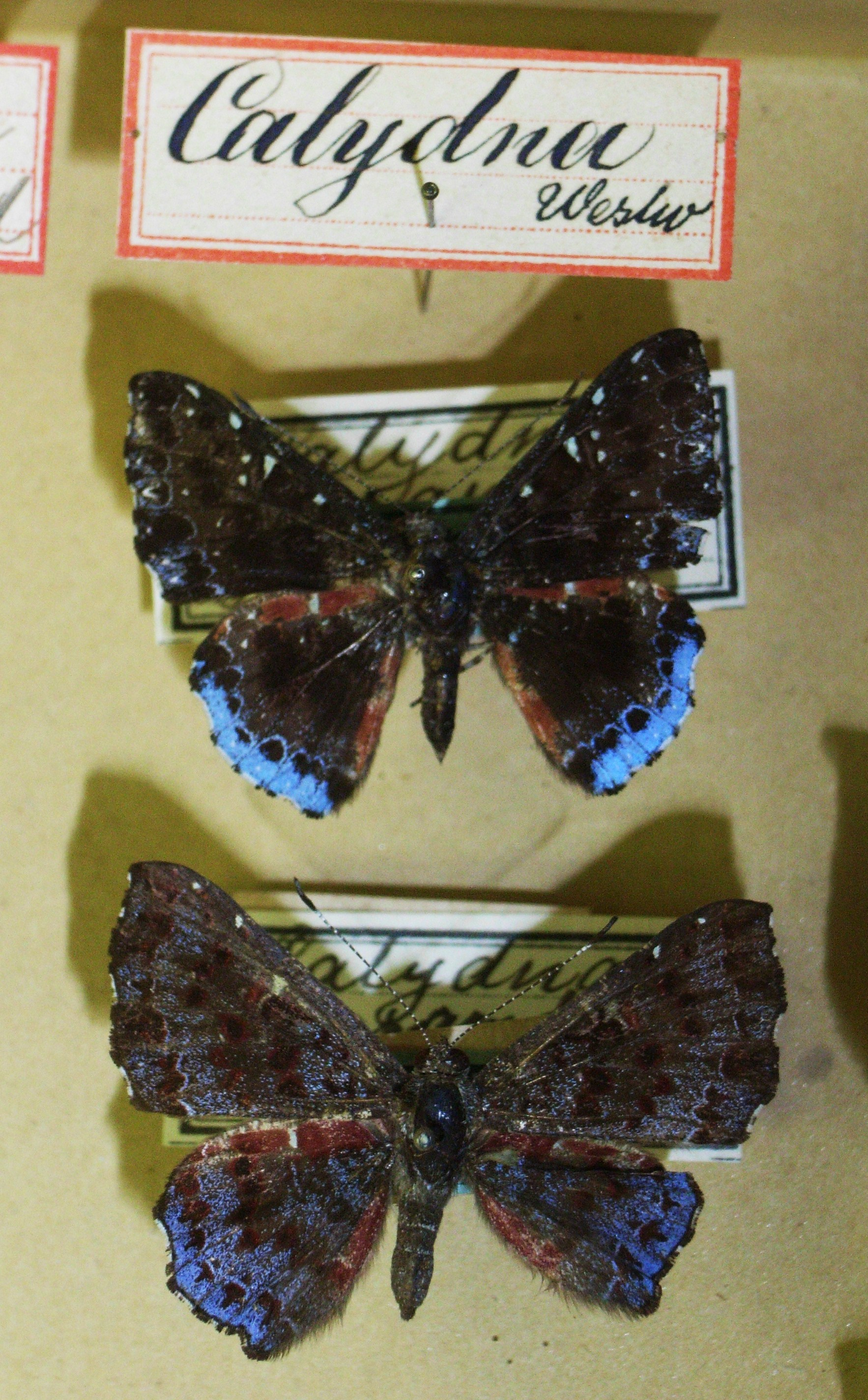

## Dottertaxa tillCalydna, i alfabetisk ordning[1]
- Calydna amazonica
- Calydna arius
- Calydna cabira
- Calydna caieta
- Calydna calamisa
- Calydna calitas
- Calydna calyce
- Calydna candace
- Calydna caprina
- Calydna carneia
- Calydna catana
- Calydna cea
- Calydna cephissa
- Calydna charila
- Calydna chaseba
- Calydna euthria
- Calydna fissilis
- Calydna hegias
- Calydna hemis
- Calydna hira
- Calydna isala
- Calydna lusca
- Calydna maculosa
- Calydna micra
- Calydna morio
- Calydna phedyma
- Calydna punctata
- Calydna sinuata
- Calydna sturnula
- Calydna thersander
- Calydna venusta
- Calydna zea